# Gran sello del estado de Misisipi
El gran sello del estado de Misisipi fue aprobado en 1798, cuando Misisipi era un territorio de los Estados Unidos, el Territorio de Misisipi. Cuando se convirtió en estado en 1817, el mismo sello fue designado como el sello del estado. 
El águila está orgullosamente colocada en el centro del sello, con sus alas abiertas a todo el ancho y su cabeza bien alta. Las Estrellas y barras adornan su pecho. En sus garras, el águila sujeta una rama de olivo que simboliza el deseo de paz y un carcaj de flechas que representan el poder para hacer la guerra. El círculo externo del sello contiene el texto "The Great Seal of the State of Mississippi" ("El gran sello del estado de Misisipi") en la parte superior y las palabras "In God We Trust" (En Dios confiamos) en la parte inferior.

## Sellos del Gobierno de Misisipi

Sello de armas estatal en blanco y negro
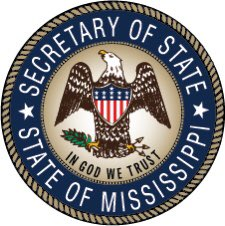
Sello de armas de la Secretaría de Estado de Misisipi
Sello de armas del Poder Judicial de Misisipi
Sello de armas del Departamento de Transporte de Misisipi
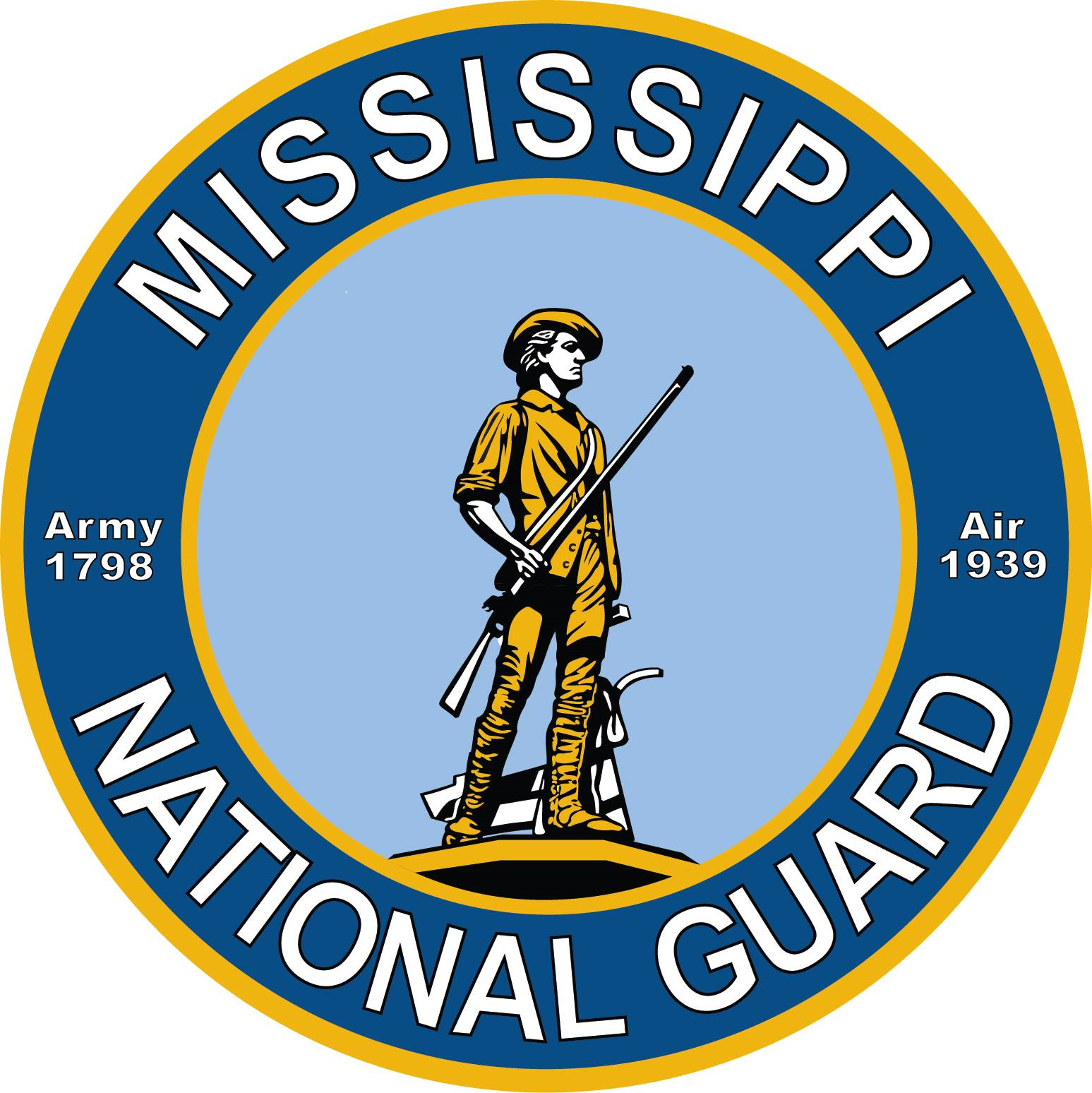
Sello de armas de la Guardia Nacional de Misisipi

- Datos: Q1938093